# قارئة الفنجان (مسلسل)
قارئة الفنجان هو مسلسل لبناني عرض في 11 مارس 2021.

## القصة
يقود حديث عن الحظ والطالع مجموعة شبان لتحميل تطبيق قراءة الفنجان يخبرهم بأشياء مرعبة ستحدث لهم محددا التاريخ، إلا أنهم لا يصدقوه حتى تبدأ الأحداث بالتحقق.
قام بإخراج العمل المخرج المصري محمد جمعة من قصة هاني سرحان وتأليف إياد صالح وانتاج إيغل فيلمز.
تبدأ أحداث المسلسل عندما يجتمع العديد من الشبان بعد حفل عيد الهالوين في منتجع نزار في بيروت، وعلى الشاطئ يقومون بتجربة أبلكيشن (قارئة الفنجان) ولكنهم يسخروا مما يكتبه لهم، بينما كل واحد منهم يشعر بداخله أن ما سمعه يقلقه ويخيفه، يزيد رعب الشخصيات عند موت شاب أمام مريم وسلام كما توقع في التطبيق ودخول منير في غيبوبة.

## طاقم العمل
| الممثل       | الشخصية     |
| ------------ | ----------- |
| أحمد فهمي    | سلام        |
| يارا قاسم    | مريم        |
| روان مهدي    | كارمن       |
| ورد الخال    | أميرة       |
| باسم مغنية   | باسل        |
| محمود الليثي | يامن        |
| تاتيانا مرعب | رغدة        |
| فادي ابراهيم | نزار        |
| أحمد شعيب    | رشيد        |
| ميشال وهبة   | أورا / حياة |
| أحمد هلال    | عمر         |
| ريان حركة    | هبة         |
| دوري سمراني  | باهر        |